# Worthington Hills
Worthington Hills és una població dels Estats Units a l'estat de Kentucky. Segons el cens del 2000 tenia 1.594 habitants.

## Demografia
Segons el cens del 2000, Worthington Hills tenia 1.594 habitants, 577 habitatges, i 447 famílies. La densitat de població era de 2.198 habitants/km².
Dels 577 habitatges en un 44,2% hi vivien nens de menys de 18 anys, en un 60% hi vivien parelles casades, en un 13,9% dones solteres, i en un 22,5% no eren unitats familiars. En el 17,7% dels habitatges hi vivien persones soles el 0,7% de les quals corresponia a persones de 65 anys o més que vivien soles. El nombre mitjà de persones vivint en cada habitatge era de 2,76 i el nombre mitjà de persones que vivien en cada família era de 3,12.
Per edats la població es repartia de la següent manera: un 28,3% tenia menys de 18 anys, un 8,7% entre 18 i 24, un 40,3% entre 25 i 44, un 20,5% de 45 a 60 i un 2,2% 65 anys o més.
L'edat mediana era de 31 anys. Per cada 100 dones de 18 o més anys hi havia 92,1 homes.
La renda mediana per habitatge era de 56.250 $ i la renda mediana per família de 58.500 $. Els homes tenien una renda mediana de 40.278 $ mentre que les dones 27.162 $. La renda per capita de la població era de 22.199 $. Entorn del 3,5% de les famílies i el 2,9% de la població estaven per davall del llindar de pobresa.

## Poblacions més properes
El següent diagrama mostra les poblacions més properes.